# 丸定
株式会社丸定（まるさだ、英文社名：Marusada Co.,Ltd. ）は、日本の段ボール・紙管・プラダン（段プラスチック）等の製造、販売業者。また、粘着テープ・ポリ袋等の軽包装資材の販売も行う。本社所在地は、山形県米沢市。

## 事業内容
- 段ボールの製造及び販売
- 紙管の製造及び販売
- プラダンの製造及び販売
- 緩衝材の製造及び販売
- 軽包装資材の販売など

## 主要事業所
- 本社・工場
  - 〒992-0119　山形県米沢市アルカディア1-808-15
- 窪田工場
  - 〒992-0003　山形県米沢市窪田町窪田1280
- 仙台工場 
  - 〒989-2372　宮城県亘理郡亘理町逢隈神宮寺字一郷20
- 亘理事業所 
  - 〒989-2324　宮城県亘理郡亘理町逢隈高屋字棚子1-1
- 東根事業所
  - 〒999-3776　山形県東根市大字羽入字北原2490-1
- 寒河江事業所
  - 〒991-0061　山形県寒河江市中央工業団地11
- 仙台営業所
  - 〒984-0003　宮城県仙台市若林区六丁の目北町5-28

## 関連会社
- 有限会社丸定容器　-　食品容器、紙管容器製造
  - 〒992-0003　山形県米沢市窪田町窪田1280
- 株式会社東北マテハン　-　梱包、物流機器の設計、製造
  - 〒992-0119　山形県米沢市アルカディア1-808-15

## 沿革
- 1875年（明治8年）4月 - 山形県米沢市鍛冶町において創業。
- 1947年（昭和22年）9月 - 有限会社丸定製箱所として設立。
- 1971年（昭和46年）7月 - 山形県米沢市中田町に本社・工場を新築移転。山形県米沢市鍛冶町に中央営業所を開設。
- 1973年（昭和48年）10月 - 宮城県仙台市に仙台営業所を開設。
- 1974年（昭和49年）12月 - 株式会社丸定に商号変更。
- 1981年（昭和56年）12月 - 山形県米沢市窪田町で窪田工場操業開始。
- 1986年（昭和61年）4月 - 宮城県亘理郡亘理町で仙台工場操業開始。
- 2001年（平成13年）9月 - ISO9001認証を取得。
- 2002年（平成14年）1月 - 宮城県亘理郡亘理町に亘理事業所を開設。
- 2004年（平成16年）9月 - ISO14001認証を取得。
- 2005年（平成17年）8月 - 山形県東根市に東根事業所を開設。
- 2011年（平成23年）10月 - 山形県米沢市アルカディアに本社・工場を新築移転（現在の本社所在地）。
- 2015年（平成27年）4月 - 山形県寒河江市に寒河江事業所を開設。
- 2018年（平成30年）5月 - 宮城県亘理郡亘理町逢隈神宮寺に仙台工場を移転。